# Alangium chinense
Alangium chinense es una especie de planta fanerógama perteneciente a la familia Alangiaceae. Su nombre en chino es: bā jiǎo fēng (八角枫) y es una de las 50 hierbas fundamentales usadas en la medicina tradicional china.

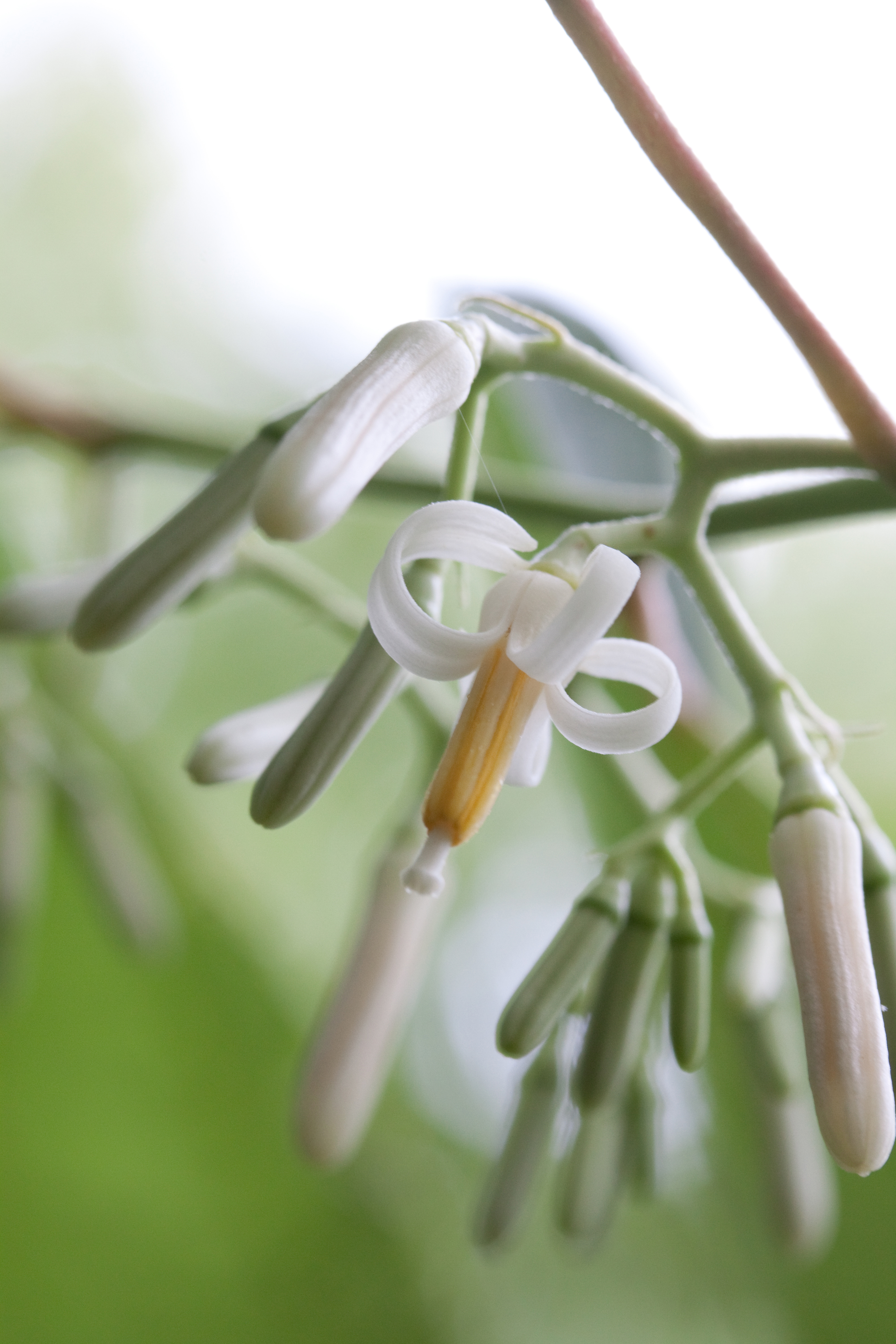
Detalle de las flores

## Descripción
Es un árbol de tamaño mediano a grande sin armas, que alcanza un tamaño de 10-25 m de altura, con corteza gris y marrón violáceo, los brotes jóvenes pubescentes a glabrescentes. Hojas ovadas a ampliamente ovadas, deltoides o algo oblicuas con la base, truncada o poco profunda, profundamente cordadas; la hoja de 6-15 cm de largo, 4.5-15 cm de ancho, margen entero o lobulado palmeado, lámina y lóbulos acuminados, pubescentes a glabrescentes con la edad; pecíolo de 2.3-5 cm de largo, dorsalmente acanalado, pubescentes. Inflorescencia de cimas pedunculadas; pedúnculo pubescente o glabrescente. Brotes oblongo-cilíndricos, de 10-12 mm de largo. Flores de 1 cm de diámetro; pedicelo 5-6 mm de largo, pubescentes, brácteas 3-7 mm de largo. Cáliz tubo infundibuliforme, 10-dentado, de 2,5 mm de largo. Pétalos 6, linear-oblongos, de 9-10 mm de largo, 1-1.5 mm de ancho, velloso en el interior de la base, de hojas caducas. Estambres 6, libres, anteras 8-9 mm de largo, filamentos muy cortos, vellosos en la base. Ovario globoso, de 1,5 mm de largo. El fruto es un drupa ovoide elíptica, de 7-9 mm de largo, 4-6 mm de ancho, truncadas en la base y el ápice, glabrescente, de color púrpura, carnosos y oscuros.

## Distribución y hábitat
Se encuentra en las regiones montañosas en el oeste de Pakistán, India, Birmania, Malasia, Indonesia, Tailandia, Camboya, Laos, Vietnam, China, Filipinas, Islas Sunda, Japón, Rodesia, Angola, Camerún y Fernando Po.

## Propiedades
Es usada para el tratamiento de mordeduras de serpientes, como carminativo, para el sistema circulatorio, como contraceptivo, como hemostático y para tratar reumatismos y heridas

## Taxonomía
Alangium chinense fue descrita por (Lour.) Harms y publicado en Berichte der Deutschen Botanischen Gesellschaft 15: 24. 1897. 
|Sinonimia:
- Stylidium chinense Lour., Fl. Cochinch.: 221 (1790).
- Stylis chinensis (Lour.) Poir. in J.B.A.P.M. de Lamarck, Encycl., Suppl. 5: 260 (1817).
- Karangolum chinense (Lour.) Kuntze, Revis. Gen. Pl. 1: 272 (1891).
- Marlea chinensis (Lour.) Druce, Rep. Bot. Exch. Club Brit. Isles 1916: 634 (1917).
- Stelanthes solitarius Stokes, Bot. Mat. Med. 2: 339 (1812).
- Marlea begoniifolia Roxb., Pl. Coromandel 3: 80 (1820).
- Guettarda jasminiflora Blanco, Fl. Filip.: 722 (1837).
- Marlea affinis Decne. in V.Jacquemont, Voy. Inde: 74 (1841).
- Alangium octopetalum Hanes ex Blanco, Fl. Filip., ed. 2: 310 (1845).
- Marlea virgata Zoll., Natuurk. Tijdschr. Ned.-Indië 14: 157 (1857).
- Stylidium bauthas Lour. ex B.A.Gomes, Mem. Acad. Real Sci. Lisboa, 2 Cl. Sci. Moraes, n.s., 4(1): 28 (1868).
- Alangium begoniifolium (Roxb.) Baill., Hist. Pl. 6: 270 (1877).
- Alangium begoniifolium subsp. eubegoniifolium Wangerin in H.G.A.Engler, Pflanzenr., IV, 220b: 20 (1910), nom. inval.
- Alangium platanifolium f. triangulare Wangerin in H.G.A.Engler, Pflanzenr., IV, 220b: 24 (1910).
- Alangium kenyense Chiov., Racc. Bot. Miss. Consol. Kenya: 47 (1935).[6]